# Comuna (Camerún)

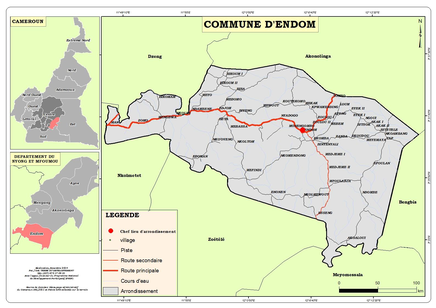
Mapa de la Comuna de Endom

En Camerún, se denomina comuna a cada una de las unidades básicas de gobierno local en que se divide el país. Se definen como "la colectividad territorial descentralizada de base" y son creadas por decreto del presidente de la República. Reciben su nombre de las comunas de Francia, pero su funcionamiento es distinto: aunque todo Camerún está organizado en 360 comunas, estas se clasifican en 315 comunas rurales y 45 comunas urbanas (estas últimas agrupadas en 14 comunidades urbanas).

## Funcionamiento
Cada comuna está dirigida por un alcalde y varios concejales elegidos por sufragio universal, que tienen competencia para la gestión de los asuntos locales bajo la tutela del Estado. La forma de elección es un sistema mixto entre el proporcional y el mayoritario: si existe mayoría absoluta, la lista ganadora obtiene todos los concejales; en caso contrario, la lista ganadora obtiene la mitad de los concejales y la otra mitad se reparte proporcionalmente entre las demás listas. Los partidos están obligados por ley a tener en cuenta en sus listas diversas características sociales del electorado, particularmente en lo que se refiere a incluir la diversidad étnica de cada comuna en listas que sean étnicamente plurales. Este sistema no se aplica en algunas comunas urbanas, que son dirigidas por delegados del gobierno.
Los dos tipos de comunas son los siguientes:
- Comuna rural: es un área que comprende una pluralidad de localidades (generalmente rurales) agrupadas en torno a una localidad principal. Aunque se denomine "rural", la capital de la comuna está considerada ciudad en muchos casos. Como regla general, la comuna suele recibir el mismo nombre que su capital, por lo que se utiliza el término "comuna" indistintamente para referirse a dicha localidad y a la entidad local.
- Comuna urbana: son subdivisiones internas de las grandes ciudades del país, similares a los distritos urbanos de los países europeos. Se agrupan en 14 grandes ciudades, que reciben el nombre de comunidades urbanas. La mayoría de las comunas urbanas se crearon en 1996, cuando la oposición ganó las elecciones locales en las grandes ciudades.

## Comuna yarrondissement
Las comunas son una colectividad territorial para la descentralización, mientras que los arrondissements son una circunscripción administrativa a cargo de un subprefecto de la República. Los arrondissements son subdivisiones de los departamentos. Aunque administrativamente "comuna" y arrondissement son términos distintos, geográficamente los mapas son casi coincidentes (en ocasiones existen algunas diferencias como que una misma entidad geográfica se denomine con un topónimo como comuna y con otro como arrondissement).

## Lista de comunas
Lista de las 315 comunas rurales y las 45 urbanas (en negrita) de Camerún, a 31 de diciembre de 2013:
| Comuna             | Departamento     | Región        |
| ------------------ | ---------------- | ------------- |
| Abong-Mbang        | Haut-Nyong       | Este          |
| Afanloum           | Méfou-et-Afamba  | Centro        |
| Ako                | Donga-Mantung    | Noroeste      |
| Akoeman            | Nyong-et-So'o    | Centro        |
| Akom II            | Océan            | Sur           |
| Akono              | Méfou-et-Akono   | Centro        |
| Akonolinga         | Nyong-et-Mfoumou | Centro        |
| Akwaya             | Manyu            | Sudoeste      |
| Alou               | Lebialem         | Sudoeste      |
| Ambam              | Vallée-du-Ntem   | Sur           |
| Andek              | Momo             | Noroeste      |
| Angossas           | Haut-Nyong       | Este          |
| Atok               | Haut-Nyong       | Este          |
| Awaé               | Méfou-et-Afamba  | Centro        |
| Ayos               | Nyong-et-Mfoumou | Centro        |
| Babadjou           | Bamboutos        | Oeste         |
| Babessi            | Ngo-Ketunjia     | Noroeste      |
| Bafang             | Haut-Nkam        | Oeste         |
| Bafia              | Mbam-et-Inoubou  | Centro        |
| Bafoussam Ier      | Mifi             | Oeste         |
| Bafoussam IIe      | Mifi             | Oeste         |
| Bafoussam IIIe     | Mifi             | Oeste         |
| Bafut              | Mezam            | Noroeste      |
| Baham              | Hauts-Plateaux   | Oeste         |
| Bakou              | Haut-Nkam        | Oeste         |
| Bali               | Mezam            | Noroeste      |
| Balikumbat         | Ngo-Ketunjia     | Noroeste      |
| Bamenda Ier        | Mezam            | Noroeste      |
| Bamenda IIe        | Mezam            | Noroeste      |
| Bamenda IIIe       | Mezam            | Noroeste      |
| Bamendjou          | Hauts-Plateaux   | Oeste         |
| Bamusso            | Ndian            | Sudoeste      |
| Bana               | Haut-Nkam        | Oeste         |
| Bandja             | Haut-Nkam        | Oeste         |
| Bandjoun           | Koung-Khi        | Oeste         |
| Bangangté          | Ndé              | Oeste         |
| Bangem             | Koupé-Manengouba | Sudoeste      |
| Banka              | Haut-Nkam        | Oeste         |
| Bangou             | Hauts-Plateaux   | Oeste         |
| Bangourain         | Noun             | Oeste         |
| Bankim             | Mayo-Banyo       | Adamawa       |
| Banwa              | Haut-Nkam        | Oeste         |
| Banyo              | Mayo-Banyo       | Adamawa       |
| Baré               | Moungo           | Litoral       |
| Barndaké           | Bénoué           | Norte         |
| Bashéo             | Bénoué           | Norte         |
| Bassamba           | Ndé              | Oeste         |
| Batcham            | Bamboutos        | Oeste         |
| Batchenga          | Lekié            | Centro        |
| Batibo             | Momo             | Noroeste      |
| Batié              | Hauts-Plateaux   | Oeste         |
| Batouri            | Kadey            | Este          |
| Bayangam           | Koung-Khi        | Oeste         |
| Bazou              | Ndé              | Oeste         |
| Beka               | Faro             | Norte         |
| Bélabo             | Lom-et-Djérem    | Este          |
| Belel              | Vina             | Adamawa       |
| Belo               | Boyo             | Noroeste      |
| Benakuma           | Menchum          | Noroeste      |
| Bengbis            | Dja-et-Lobo      | Sur           |
| Bertoua Ier        | Lom-et-Djérem    | Este          |
| Bertoua IIe        | Lom-et-Djérem    | Este          |
| Bétaré-Oya         | Lom-et-Djérem    | Este          |
| Bibemi             | Bénoué           | Norte         |
| Bibey              | Haute-Sanaga     | Centro        |
| Bikok              | Méfou-et-Akono   | Centro        |
| Bipindi            | Océan            | Sur           |
| Biwong-Bane        | Mvila            | Sur           |
| Biwong-Bulu        | Mvila            | Sur           |
| Biyouha            | Nyong-et-Kéllé   | Centro        |
| Blangoua           | Logone-et-Chari  | Extremo Norte |
| Bogo               | Diamaré          | Extremo Norte |
| Bokito             | Mbam-et-Inoubou  | Centro        |
| Bonaléa            | Moungo           | Litoral       |
| Bondjock           | Nyong-et-Kéllé   | Centro        |
| Bot-Makak          | Nyong-et-Kéllé   | Centro        |
| Bourrha            | Mayo-Tsanaga     | Extremo Norte |
| Buéa               | Fako             | Sudoeste      |
| Campo              | Océan            | Sur           |
| Dargala            | Diamaré          | Extremo Norte |
| Darak              | Diamaré          | Extremo Norte |
| Datcheka           | Mayo-Danay       | Extremo Norte |
| Dembo              | Bénoué           | Norte         |
| Demdeng            | Koung-Khi        | Oeste         |
| Deuk               | Mbam-et-Inoubou  | Centro        |
| Diang              | Lom-et-Djérem    | Este          |
| Dibamba            | Sanaga-Maritime  | Litoral       |
| Dibang             | Nyong-et-Kéllé   | Centro        |
| Dibombari          | Moungo           | Litoral       |
| Dikome-Balue       | Ndian            | Sudoeste      |
| Dimako             | Haut-Nyong       | Este          |
| Dir                | Mbéré            | Adamawa       |
| Dizangué           | Sanaga-Maritime  | Litoral       |
| Djohong            | Mbéré            | Adamawa       |
| Djoum              | Dja-et-Lobo      | Sur           |
| Douala Ier         | Wouri            | Litoral       |
| Douala IIe         | Wouri            | Litoral       |
| Douala IIIe        | Wouri            | Litoral       |
| Douala IVe         | Wouri            | Litoral       |
| Douala Ve          | Wouri            | Litoral       |
| Douala VIe         | Wouri            | Litoral       |
| Doumaintang        | Haut-Nyong       | Este          |
| Doumé              | Haut-Nyong       | Este          |
| Dschang            | Menoua           | Oeste         |
| Dzeng              | Nyong-et-So'o    | Centro        |
| Dziguilao          | Mayo-Kani        | Extremo Norte |
| Ebebda             | Lekié            | Centro        |
| Ebolowa Ier        | Mvila            | Sur           |
| Ebolowa IIe        | Mvila            | Sur           |
| Ebone              | Moungo           | Litoral       |
| Édéa Ier           | Sanaga-Maritime  | Litoral       |
| Édéa IIe           | Sanaga-Maritime  | Litoral       |
| Edzendouan         | Méfou-et-Afamba  | Centro        |
| Efoulan            | Mvila            | Sur           |
| Ekondo-Titi        | Ndian            | Sudoeste      |
| Elak-Oku           | Bui              | Noroeste      |
| Elig-Mfomo         | Lekié            | Centro        |
| Endom              | Nyong-et-Mfoumou | Centro        |
| Éséka              | Nyong-et-Kéllé   | Centro        |
| Esse               | Méfou-et-Afamba  | Centro        |
| Evodoula           | Lekié            | Centro        |
| Eyumodjock         | Manyu            | Sudoeste      |
| Figuil             | Mayo-Louti       | Norte         |
| Fokoué             | Menoua           | Oeste         |
| Fonfuka            | Boyo             | Noroeste      |
| Fongo-Tongo        | Menoua           | Oeste         |
| Fotokol            | Logone-et-Chari  | Extremo Norte |
| Foumban            | Noun             | Oeste         |
| Foumbot            | Noun             | Oeste         |
| Fundong            | Boyo             | Noroeste      |
| Furu-Awa           | Menchum          | Noroeste      |
| Galim              | Bamboutos        | Oeste         |
| Galim-Tignère      | Faro-et-Déo      | Adamawa       |
| Gari-Gombo         | Boumba-et-Ngoko  | Este          |
| Garoua Ier         | Bénoué           | Norte         |
| Garoua IIe         | Bénoué           | Norte         |
| Garoua IIIe        | Bénoué           | Norte         |
| Garoua-Boulaï      | Lom-et-Djérem    | Este          |
| Gashiga            | Bénoué           | Norte         |
| Gazawa             | Diamaré          | Extremo Norte |
| Gobo               | Mayo-Danay       | Extremo Norte |
| Goulfey            | Logone-et-Chari  | Extremo Norte |
| Gueme              | Mayo-Danay       | Extremo Norte |
| Guéré              | Mayo-Danay       | Extremo Norte |
| Guider             | Mayo-Louti       | Norte         |
| Guidiguis          | Mayo-Kani        | Extremo Norte |
| Hile-Alifa         | Logone-et-Chari  | Extremo Norte |
| Hina               | Mayo-Tsanaga     | Extremo Norte |
| Idabato            | Ndian            | Sudoeste      |
| Isanguele          | Ndian            | Sudoeste      |
| Jakiri             | Bui              | Noroeste      |
| Kaélé              | Mayo-Kani        | Extremo Norte |
| Kai-Kai            | Mayo-Danay       | Extremo Norte |
| Kalfou             | Mayo-Danay       | Extremo Norte |
| Kar-Hay            | Mayo-Danay       | Extremo Norte |
| Kekem              | Haut-Nkam        | Oeste         |
| Kentzou            | Kadey            | Este          |
| Kette              | Kadey            | Este          |
| Kiiki              | Mbam-et-Inoubou  | Centro        |
| Kobdombo           | Nyong-et-Mfoumou | Centro        |
| Kolofata           | Mayo-Sava        | Extremo Norte |
| Kombo-Abedimo      | Ndian            | Sudoeste      |
| Kombo-Idinti       | Ndian            | Sudoeste      |
| Kon-Yambetta       | Mbam-et-Inoubou  | Centro        |
| Kontcha            | Faro-et-Déo      | Adamawa       |
| Konye              | Meme             | Sudoeste      |
| Kouoptamo          | Noun             | Oeste         |
| Kousséri           | Logone-et-Chari  | Extremo Norte |
| Koutaba            | Noun             | Oeste         |
| Koza               | Mayo-Tsanaga     | Extremo Norte |
| Kribi Ier          | Océan            | Sur           |
| Kribi IIe          | Océan            | Sur           |
| Kumba Ier          | Meme             | Sudoeste      |
| Kumba IIer         | Meme             | Sudoeste      |
| Kumba IIIe         | Meme             | Sudoeste      |
| Kumbo              | Bui              | Noroeste      |
| Kyé-Ossi           | Vallée-du-Ntem   | Sur           |
| Lagdo              | Bénoué           | Norte         |
| Lembe-Yezoum       | Haute-Sanaga     | Centro        |
| Limbé Ier          | Fako             | Sudoeste      |
| Limbé IIe          | Fako             | Sudoeste      |
| Limbé IIIe         | Fako             | Sudoeste      |
| Lobo               | Lekié            | Centro        |
| Logone-Birni       | Logone-et-Chari  | Extremo Norte |
| Lokoundjé          | Océan            | Sur           |
| Lolodorf           | Océan            | Sur           |
| Lomié              | Haut-Nyong       | Este          |
| Loum               | Moungo           | Litoral       |
| Ma'an              | Vallée-du-Ntem   | Sur           |
| Madingring         | Mayo-Rey         | Norte         |
| Maga               | Mayo-Danay       | Extremo Norte |
| Magba              | Noun             | Oeste         |
| Makary             | Logone-et-Chari  | Extremo Norte |
| Makak              | Nyong-et-Kéllé   | Centro        |
| Makénéné           | Mbam-et-Inoubou  | Centro        |
| Malentouen         | Noun             | Oeste         |
| Mamfé              | Manyu            | Sudoeste      |
| Mandjou            | Lom-et-Djérem    | Este          |
| Manjo              | Moungo           | Litoral       |
| Maroua Ier         | Diamaré          | Extremo Norte |
| Maroua IIe         | Diamaré          | Extremo Norte |
| Maroua IIIe        | Diamaré          | Extremo Norte |
| Martap             | Vina             | Adamawa       |
| Massangam          | Noun             | Oeste         |
| Massock-Songloulou | Sanaga-Maritime  | Litoral       |
| Matomb             | Nyong-et-Kéllé   | Centro        |
| Mayo-Baléo         | Faro-et-Déo      | Adamawa       |
| Mayo-Darlé         | Mayo-Banyo       | Adamawa       |
| Mayo-Oulo          | Mayo-Louti       | Norte         |
| Mbalmayo           | Nyong-et-So'o    | Centro        |
| Mbandjock          | Haute-Sanaga     | Centro        |
| Mbang              | Kadey            | Este          |
| Mbanga             | Moungo           | Litoral       |
| Mbangassina        | Mbam-et-Kim      | Centro        |
| Mbankomo           | Méfou-et-Akono   | Centro        |
| Mbe                | Vina             | Adamawa       |
| Mbengwi            | Momo             | Noroeste      |
| Mbiame             | Bui              | Noroeste      |
| Mboma              | Haut-Nyong       | Este          |
| Mbonge             | Meme             | Sudoeste      |
| Mbouda             | Bamboutos        | Oeste         |
| Meiganga           | Mbéré            | Adamawa       |
| Melong             | Moungo           | Litoral       |
| Mengang            | Nyong-et-Mfoumou | Centro        |
| Mengong            | Mvila            | Sur           |
| Mengueme           | Nyong-et-So'o    | Centro        |
| Menji              | Lebialem         | Sudoeste      |
| Meri               | Diamaré          | Extremo Norte |
| Messamena          | Haut-Nyong       | Este          |
| Messok             | Haut-Nyong       | Este          |
| Messondo           | Nyong-et-Kéllé   | Centro        |
| Meyomessala        | Mfoundi          | Sur           |
| Meyomessi          | Mfoundi          | Sur           |
| Mfou               | Méfou-et-Afamba  | Centro        |
| Mindif             | Mayo-Kani        | Extremo Norte |
| Mindourou          | Haut-Nyong       | Este          |
| Minta              | Haute-Sanaga     | Centro        |
| Mintom             | Dja-et-Lobo      | Sur           |
| Misaje             | Donga-Mantung    | Noroeste      |
| Mogodé             | Mayo-Tsanaga     | Extremo Norte |
| Mokolo             | Mayo-Tsanaga     | Extremo Norte |
| Moloundou          | Boumba-et-Ngoko  | Este          |
| Mombo              | Moungo           | Litoral       |
| Monatélé           | Lekié            | Centro        |
| Mora               | Mayo-Sava        | Extremo Norte |
| Mouanko            | Sanaga-Maritime  | Litoral       |
| Moulvoudaye        | Mayo-Kani        | Extremo Norte |
| Moutourwa          | Mayo-Kani        | Extremo Norte |
| Mozogo             | Mayo-Tsanaga     | Extremo Norte |
| Mundemba           | Ndian            | Sudoeste      |
| Muyuka             | Fako             | Sudoeste      |
| Mvangan            | Mvila            | Sur           |
| Mvengue            | Océan            | Sur           |
| Nanga-Eboko        | Haute-Sanaga     | Centro        |
| Ndelele            | Kadey            | Este          |
| Ndikiniméki        | Mbam-et-Inoubou  | Centro        |
| Ndobian            | Nkam             | Litoral       |
| Ndom               | Sanaga-Maritime  | Litoral       |
| Ndop               | Ngo-Ketunjia     | Noroeste      |
| Ndoukoula          | Diamaré          | Extremo Norte |
| Ndu                | Donga-Mantung    | Noroeste      |
| Nganha             | Vina             | Adamawa       |
| Ngambe             | Sanaga-Maritime  | Litoral       |
| Ngambè-Tikar       | Mbam-et-Kim      | Centro        |
| Ngaoui             | Mbéré            | Adamawa       |
| Ngaoundal          | Djérem           | Adamawa       |
| Ngaoundéré Ier     | Vina             | Adamawa       |
| Ngaoundéré IIe     | Vina             | Adamawa       |
| Ngaoundéré IIIe    | Vina             | Adamawa       |
| Ngog-Mapubi        | Nyong-et-Kéllé   | Centro        |
| Ngomedzap          | Nyong-et-So'o    | Centro        |
| Ngong              | Bénoué           | Norte         |
| Ngoro              | Mbam-et-Kim      | Centro        |
| Ngoulemakong       | Mvila            | Sur           |
| Ngoumou            | Méfou-et-Akono   | Centro        |
| Ngoura             | Lom-et-Djérem    | Este          |
| Ngoyla             | Haut-Nyong       | Este          |
| Nguelebok          | Kadey            | Este          |
| Nguelemendouka     | Haut-Nyong       | Este          |
| Ngui-Bassal        | Nyong-et-Kéllé   | Centro        |
| Nguti              | Koupé-Manengouba | Sudoeste      |
| Ngwei              | Sanaga-Maritime  | Litoral       |
| Niete              | Océan            | Sur           |
| Nitoukou           | Mbam-et-Inoubou  | Centro        |
| Njikwa             | Momo             | Noroeste      |
| Njimom             | Noun             | Oeste         |
| Njinikom           | Boyo             | Noroeste      |
| Nkambé             | Donga-Mantung    | Noroeste      |
| Nkolafamba         | Méfou-et-Afamba  | Centro        |
| Nkolmetet          | Nyong-et-So'o    | Centro        |
| Nkondjock          | Nkam             | Litoral       |
| Nkongsamba Ier     | Moungo           | Litoral       |
| Nkongsamba IIe     | Moungo           | Litoral       |
| Nkongsamba IIIe    | Moungo           | Litoral       |
| Nkong-Zem          | Menoua           | Oeste         |
| Nkor               | Bui              | Noroeste      |
| Nkoteng            | Haute-Sanaga     | Centro        |
| Nkum               | Bui              | Noroeste      |
| Nsem               | Haute-Sanaga     | Centro        |
| Ntui               | Mbam-et-Kim      | Centro        |
| Nwa                | Donga-Mantung    | Noroeste      |
| Nyambaka           | Vina             | Adamawa       |
| Nyanon             | Sanaga-Maritime  | Litoral       |
| Obala              | Lekié            | Centro        |
| Okola              | Lekié            | Centro        |
| Olamze             | Vallée-du-Ntem   | Sur           |
| Olanguina          | Méfou-et-Afamba  | Centro        |
| Ombessa            | Mbam-et-Inoubou  | Centro        |
| Ouli               | Kadey            | Este          |
| Oveng              | Dja-et-Lobo      | Sur           |
| Penja              | Moungo           | Litoral       |
| Penka-Michel       | Menoua           | Oeste         |
| Petté              | Diamaré          | Extremo Norte |
| Pitoa              | Bénoué           | Norte         |
| Poli               | Faro             | Norte         |
| Pouma              | Sanaga-Maritime  | Litoral       |
| Rey-Bouba          | Mayo-Rey         | Norte         |
| Sa'a               | Lekié            | Centro        |
| Salapoumbé         | Boumba-et-Ngoko  | Este          |
| Sangmélima         | Dja-et-Lobo      | Sur           |
| Santa              | Mezam            | Noroeste      |
| Santchou           | Menoua           | Oeste         |
| Soa                | Méfou-et-Afamba  | Centro        |
| Somalomo           | Haut-Nyong       | Este          |
| Soulédé-Roua       | Mayo-Tsanaga     | Extremo Norte |
| Tchati-Bali        | Mayo-Danay       | Extremo Norte |
| Tcholliré          | Mayo-Rey         | Norte         |
| Tibati             | Djérem           | Adamawa       |
| Tignère            | Faro-et-Déo      | Adamawa       |
| Tiko               | Fako             | Sudoeste      |
| Toko               | Ndian            | Sudoeste      |
| Tokombéré          | Mayo-Sava        | Extremo Norte |
| Tombel             | Koupé-Manengouba | Sudoeste      |
| Tonga              | Ndé              | Oeste         |
| Touboro            | Mayo-Rey         | Norte         |
| Touloum            | Mayo-Kani        | Extremo Norte |
| Touroua            | Bénoué           | Norte         |
| Tubah              | Mezam            | Noroeste      |
| Upper Bayang       | Manyu            | Sudoeste      |
| Wabane             | Lebialem         | Sudoeste      |
| Waza               | Logone-et-Chari  | Extremo Norte |
| West Coast         | Fako             | Sudoeste      |
| Widikum-Boffe      | Momo             | Noroeste      |
| Wina               | Mayo-Danay       | Extremo Norte |
| Wum                | Menchum          | Noroeste      |
| Yabassi            | Nkam             | Litoral       |
| Yagoua             | Mayo-Danay       | Extremo Norte |
| Yaoundé Ier        | Mfoundi          | Centro        |
| Yaoundé IIe        | Mfoundi          | Centro        |
| Yaoundé IIIe       | Mfoundi          | Centro        |
| Yaoundé IVe        | Mfoundi          | Centro        |
| Yaoundé Ve         | Mfoundi          | Centro        |
| Yaoundé VIe        | Mfoundi          | Centro        |
| Yaoundé VIIe       | Mfoundi          | Centro        |
| Yingui             | Nkam             | Litoral       |
| Yokadouma          | Boumba-et-Ngoko  | Este          |
| Yoko               | Mbam-et-Kim      | Centro        |
| Zhoa               | Menchum          | Noroeste      |
| Zina               | Logone-et-Chari  | Extremo Norte |
| Zoétélé            | Dja-et-Lobo      | Sur           |